# Burgruine Valcastiel
Die Burgruine Valcastiel (auch Valkastiel) ist die Ruine einer mittelalterlichen Höhenburg bei Vandans im österreichischen Bundesland Vorarlberg.

## Lage
Oberhalb der Ortschaft Vandans liegt das Valcastieltobel mit dem Mustergielbach zwischen dem Geißberg und dem Fahrengrat. Die Ruine steht nahe dem westlichen Ende eines scharfen Felsgrates, der sehr schroff sich zwischen dem Mustergielbach im Süden und einem zur Vandanser Steinwand hinaufziehendem Seitenast des Valkastieltobels im Norden erhebt. Sie ist von Vandans über einen großteils auf einer Forststraße geführten, markierten Wanderweg, der bis an den Fuß des Grates zieht, zu erreichen. Das letzte Stück führt über steile Holzstufen und einen mit Drahtseilen gesicherten Pfad.
Kurz vor Erreichen des Felssporns muss, da die Brücke weggebrochen ist, der Mustergielbach gequert werden, was bei starker Wasserführung schwierig sein kann. Ab der Ruine beginnt ein einfacher Klettersteig, der den Felssporn noch etwa 100 Höhenmeter hinauf- und teilweise über einen sehr scharfen Grat führt. Am Ende des Grates befinden sich eine Seilbrücke, sowie mehrere Klettersteige zum Abstieg.

## Geschichte
Über die Geschichte dieser äußert exponiert gelegenen Ruine ist nicht viel bekannt.
Es wurde in ihr lange Zeit das 1391 erwähnte und archivalisch bezeugte Schloss Montafon vermutet, das höchstwahrscheinlich 1405 im Appenzellerkrieg zerstört wurde. Anderen Erkenntnissen zufolge bezieht sich das Schloss Montafon aber nicht auf ein Gebäude, sondern ist als eine mittelalterliche Herrschaftsbezeichnung zu betrachten.

## Anlage
Die Ruine besteht aus zwei Anlagen. Die mittelalterlichen Reste deuten auf eine kapellenartige Anlage hin und zeigen die Fundamentreste eines Turmes:
- Am unteren Ende des Felssporns auf etwa 950 m Seehöhe[2] sind heute Mauerreste mit einem recht gut erhaltenen Rundbogenfenster erhalten.
- Oben auf dem Sporn wurde ein etwa 4 × 3,5 Meter großes vermutliches Turmfundament freigelegt.

Die Anlage wurde 1926 restauriert und 2002/03 unter Karsten Wink archäologisch untersucht. Dabei wurden die untersuchten Mauerreste auf einen Zeitabschnitt um 1120/40 datiert und gelten damit als die ältesten mittelalterlichen Reste in Vorarlberg.

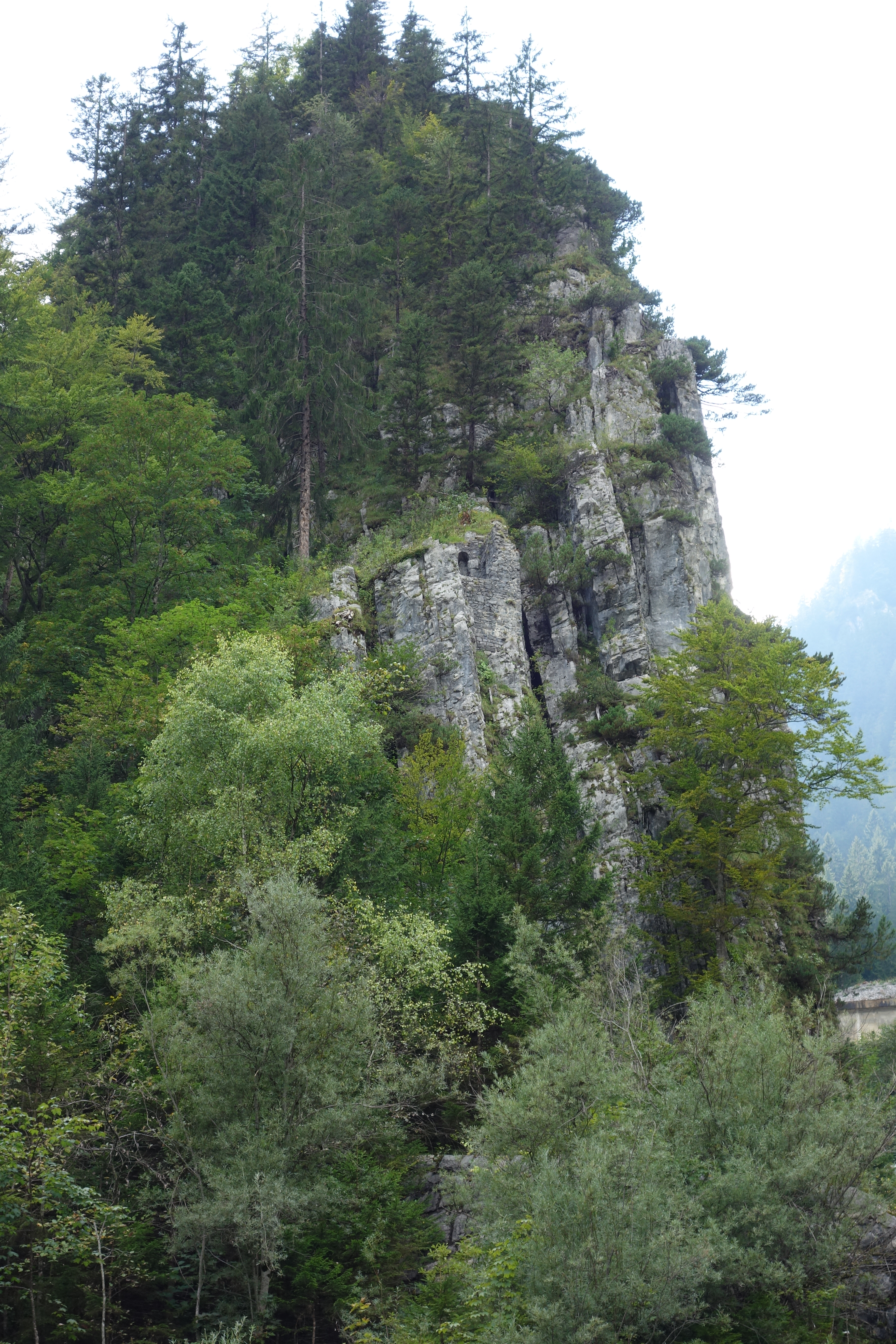
Blick vom Zustiegsweg auf den Felssporn mit dem Rundbogenfenster der Ruine etwa über der Bildmitte.
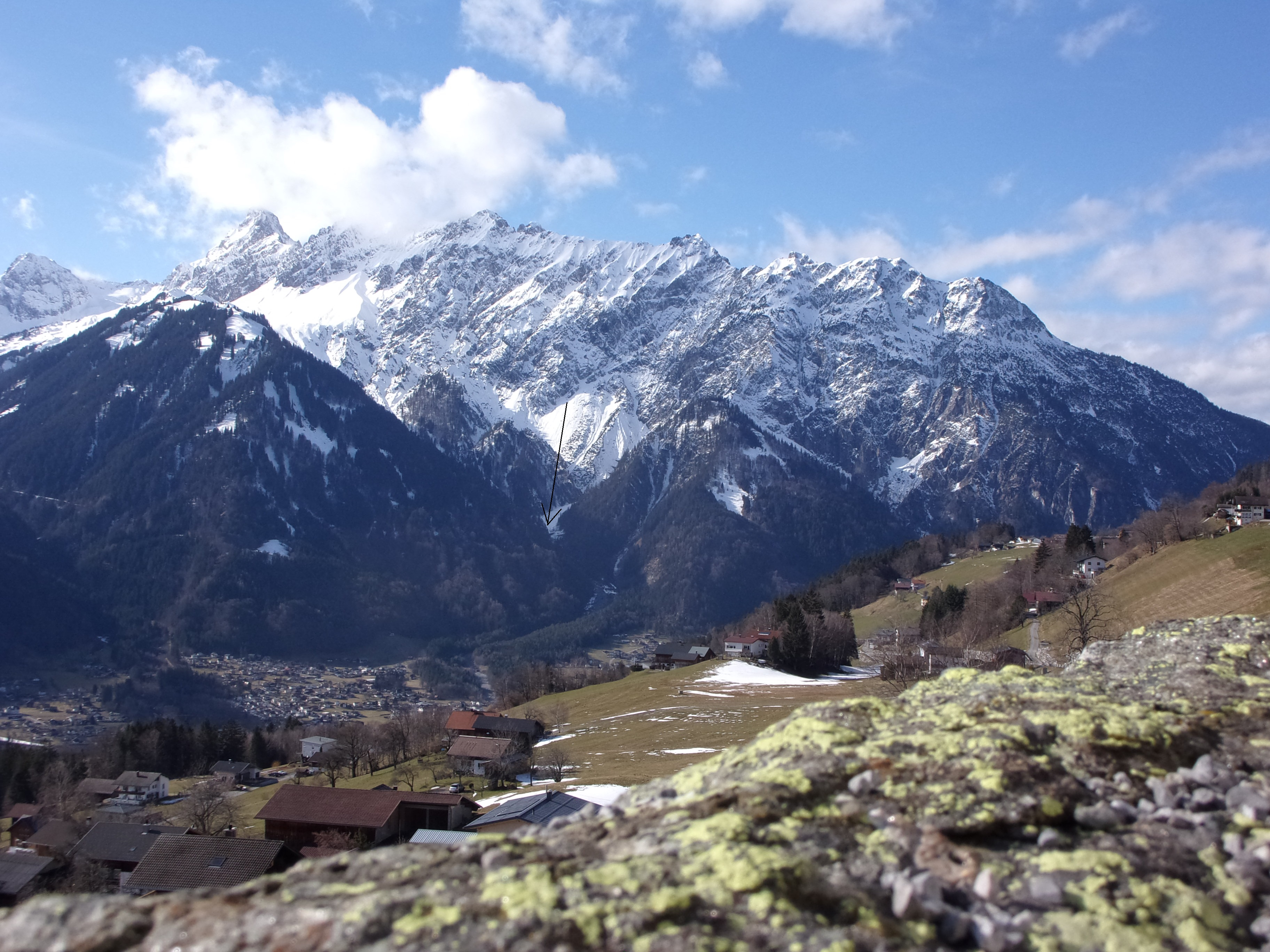
Vandanser Steinwand, von der Kirche Bartholomäberg gesehen, mit ungefährem Standort der Ruine Valkastiel (Pfeil)
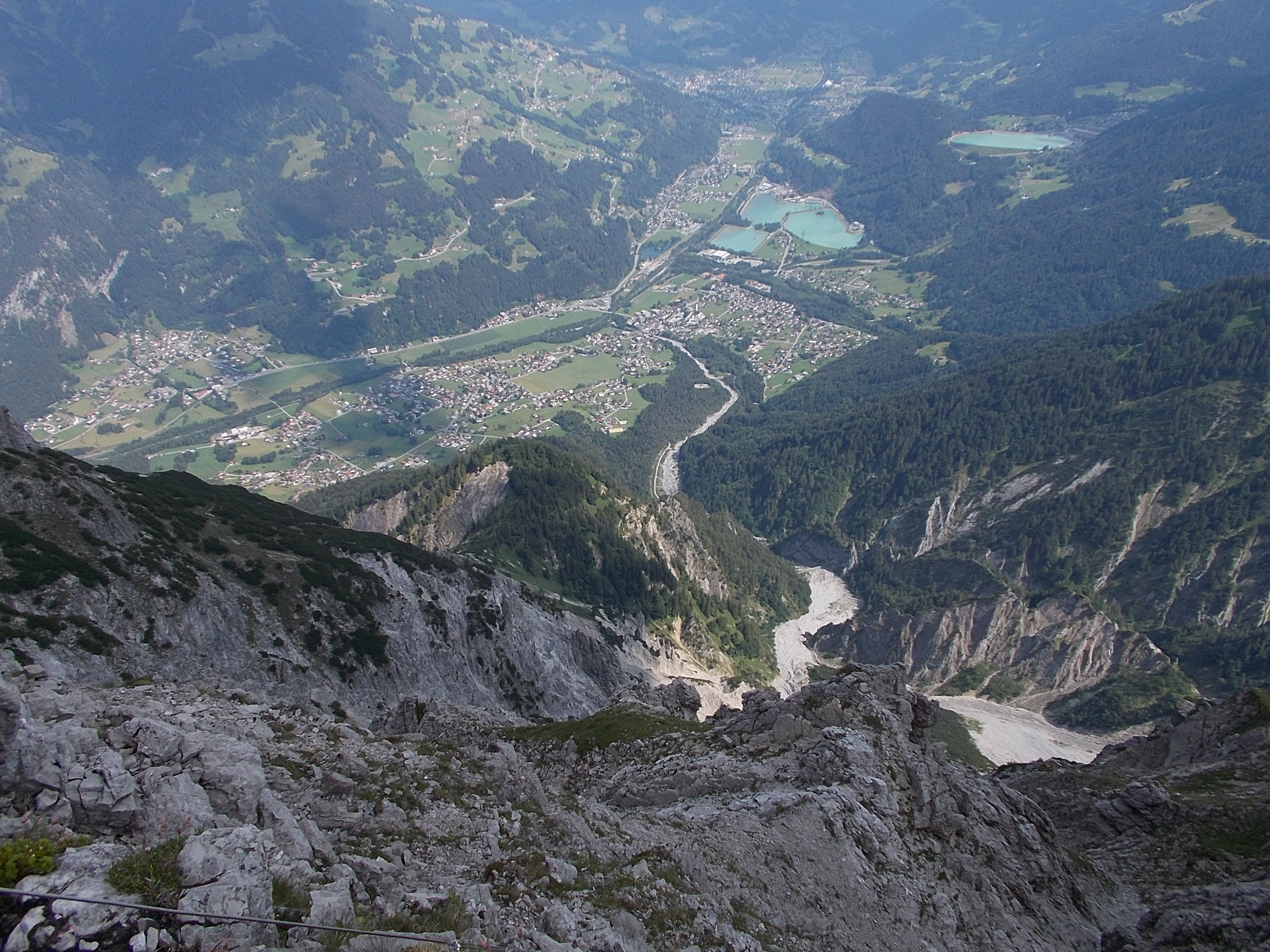
Tiefblick von der Kleinen Valkastiel auf den Felssporn mit der Ruine (siehe Annotierungen)